# Saint-Just (Hérault)
Saint-Just è un comune francese di 2 824 abitanti situato nel dipartimento dell'Hérault nella regione dell'Occitania.

## Società

### Evoluzione demografica
Abitanti censiti